# درماتولوژی
دِرماتولوژی (به انگلیسی: Dermatology) یا پوست‌شناسی، شاخه ای از پزشکی است که با پوست سروکار دارد. این شاخه هم جنبه‌های طبی دارد و هم جنبه‌های جراحی. یک درماتولوژیست، پزشکی است که بیماری‌های مرتبط با پوست، مو، ناخن و برخی از مسائل زیبایی را مدیریت می‌کند.

## ریشه‌شناسی
همانگونه که در انگلیسی طی سال ۱۸۱۹ تصدیق شده: واژه dermatology از یونانی δέρματος (درماتوس) مشتق شده که حالت اضافه δέρμα (درما) است و به معنای «پوست» (که خود از δέρω با تلفظ درو به معنای «پوست کندن» می‌باشد) و -λογία (به صورت -logia خوانده می‌شود) به معنای مطالعه کردن است.

## تاریخچه
در ۱۷۰۸، اولین مکتب درماتولوژی در بیمارستان معروف سن-لویی در پاریس محقق گشت، در همین حوالی بود که اولین کتاب‌ها (ویلان، ۱۷۹۸–۱۸۰۸) و اطلس‌ها (آلیبرت، ۱۸۰۶–۱۸۱۶) به صورت چاپی پدیدار گشتند.

## شاخه‌ها

### پوست‌شناسی زیبایی

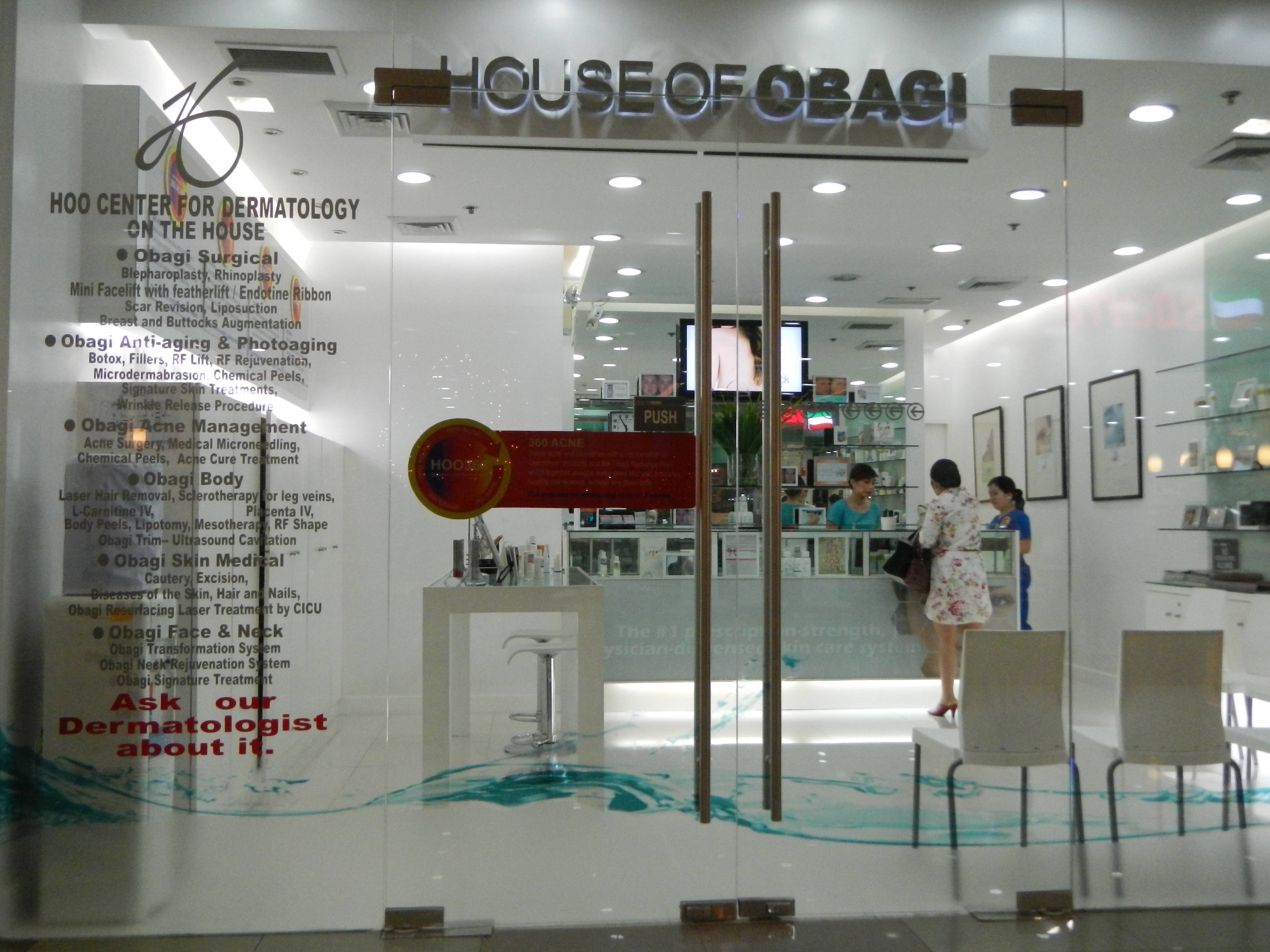
بخش پوست‌شناسی زیبایی در SM City شمال ادسا، فیلیپین.

درماتولوژیست‌ها در حوزه جراحی زیبایی جزو پیشروان بوده‌اند. برخی از درماتولوژیست‌ها فلوشیپ خود را در جراحی پوست شناختی تکمیل می‌کنند. بسیاری از آن‌ها نیز دوره دستیاریشان را در ارتباط با آموزش استفاده از سم بوتولینوم، پرکنندگان (فیلرها) و جراحی لیزری گذرانده‌اند. برخی از درماتولوژیست‌ها عملیات زیبایی چون چربی‌کشی، بلفاروپلاستی (ترمیم پلک) و صورت کشی را انجام می‌دهند. بسیاری از درماتولوژیست‌ها، اعمال زیبایی خود را به جراحی‌های غیر-تهاجمی محدود می‌کنند. اگر در رهنمودهای رسمی از هیئت درماتولوژی آمریکایی به‌طور خاص اشاره‌ای نشده باشد، بسیای از فلوشیپ‌های زیبایی هم در قالب جراحی و هم پزشکی لیزر ممکن است ارائه گردند.